# Sant Ponç (Pujalt)
Sant Ponç és una capella al nucli urbà de Pujalt (Anoia) inclosa a l'Inventari del Patrimoni Arquitectònic de Catalunya.
Capella romànica d'una sola nau amb absis, sense volta. Conserva tots els murs, fins fa poc coberts de terra fins a l'arrencada de la volta, que han estat deixats al descobert en unes excavacions recents. Al mur de ponent hi conserva una porta adovellada amb arquivolta i impostes. Tota l'església, excepte la façana de ponent, queda en el clos d'una casa particular.